# Argentina
För andra betydelser, se Argentina (olika betydelser).
Argentina, formellt Republiken Argentina (spanska: República Argentina, uttal: reˈpuβlika arxenˈtina), är det näst största landet i Sydamerika, bildat som en federation av 23 provinser och en självständig stad vid namn Buenos Aires. Argentina är det åttonde största landet i världen till ytan och är befolkningsmässigt den fjärde största spansktalande nationen efter Mexiko, Colombia och Spanien. Det är även världens största spanskspråkiga stat sett till ytan. Dess kontinentala område sträcker sig mellan bergskedjan Anderna i väster och Atlanten i öster. Argentina gränsar till Paraguay och Bolivia i norr, Brasilien och Uruguay i nordost, samt Chile i väst och syd. Argentina gör anspråk på de brittiska utomeuropeiska territorierna Falklandsöarna/Malvinerna samt Sydgeorgien och Sydsandwichöarna. Det gör även anspråk på en del av Antarktis, även om processen med olika länders anspråk på delar av Antarktis avbröts av Antarktisfördraget.
Argentina har den näst högsta Human Development Index och högsta BNP per capita i köpkraftsparitet i Latinamerika. Argentina är med i G20, med världens 30:e största nominella BNP, och den 23:e största när köpkraften beaktas. Landet klassificeras som ett övre medelinkomstland eller som ett sekundärt framväxande land av Världsbanken.

## Etymologi
Namnet kommer från latinska argentum som betyder "silver", som i sin tur kommer från det klassiskt grekiska ordet ἀργήντος (argēntos), vilket är genitiv av ἀργήεις (argēeis) som betyder "vit", "glänsande". aργεντινός (argentinos) var ett antikt grekiskt epitet som betyder "silver". Den första användningen av namnet Argentina kan spåras till tidigt 1500-tal, från resor av spanska och portugisiska erövrare till Río de la Plata, "Silverfloden".

## Historia
De första européerna anlände 1502. Argentina var en spansk koloni fram till 1816, då landet blev självständigt. Ända fram till dess upplevde Argentina interna motsättningar mellan dels konservativa och liberaler, dels politiker och militären.
Under republikens unga år begicks massiva övergrepp mot ursprungsbefolkningen i koloniseringsprocessen västerut och söderut, i vad som kommit att kallas ”ökenkampanjerna”. Flera folkslag kom att utrotas, bland annat Selk'nam.
1864–1870 deltog Argentina tillsammans med Brasilien och Uruguay i Trippelallianskriget mot Paraguay. Kriget var det blodigaste i Sydamerikas historia och slutade med en total seger för alliansen. Paraguay förlorade två tredjedelar av sin befolkning, varav nästan hela sin manliga befolkning, samt stora delar av sitt territorium, 154 000 km² land, som delades mellan Brasilien och Argentina.

### Peronismen
1946–1955 var Juan Perón Argentinas president och han återkom på posten 1973 men avled 1974. Han efterträddes då av sin fru Isabel Perón men hon störtades av en militärjunta 1976.

### Det smutsiga kriget
Under denna period styrdes Argentina av Argentinska militärjuntan 1976–1983. Under de diktaturåren inleddes en massiv politisk förföljelse med hundratusentals fängslade. Människorättsgrupper uppskattar att uppemot 30 000 argentinare försvann, många gånger efter att ha torterats i läger likt det ökända ESMA. Därutöver tvångsadopterades uppemot 500 barn som i huvudsak blivit födda under fångenskap. Militärdiktaturen försvagades efter nederlaget i Falklandskriget 1982 och sedan 1983 års val har Argentina varit en demokrati.

### Demokrati
Perioden efter demokratins återkomst präglades av hyperinflation med omfattande social oro i mitten av 1980-talet, vilket fick regeringen under president Raúl Alfonsín på fall. Segraren, Carlos Menem stabiliserade landet genom att knyta landets valuta till den amerikanska dollarn och inleda omfattande privatiseringar av offentlig verksamhet, där inkomsterna från försäljningen i många fall förskingrades av Menem och hans närstående. För tillfället pågår flera domstolsprocesser mot den forne presidenten angående korruption. Systemet med en knuten valutakurs stabiliserade inflationen men visade sig i längden vara ohållbart då centralbanken var tvingad att ta stora lån för att försvara valutan. Som en konsekvens av detta ställde Argentina in sina betalningar vid årsskiftet 2001/2002 samtidigt som ett flertal banker gick i konkurs. Många argentinare förlorade sina besparingar över en natt och omfattande social oro följde. Den ekonomiska kollapsen ledde till att dåvarande presidenten Fernando de la Rúa övergav presidentpalatset i en helikopter sedan en folkmobb försökt storma palatset.
Sedan 2003 råder en relativt stabil ekonomisk utveckling med en betydande ekonomisk återhämtning sedan krisen 2001/2002. President Nestor Kirchner styrde landet åren 2003 till 2007 då han lämnade över makten till sin hustru Cristina Fernández de Kirchner. Under Nestor Kirchners år vid makten bröt landet alla sina kontakter med IMF som man såg som medansvarig för krisen i och med den ekonomiska rådgivning och de lån man hade fått för att hålla liv i systemet med en dollarbunden växelkurs. Argentina betalade under 2008 tillbaka alla de lån man hade tagit genom IMF.
Åren 2003 till 2015 leddes landet av två vänsterperonister Néstor Kirchner och hans hustru Cristina. Därefter tog den borgerliga politikern Mauricio Macri över som president. Mauricio Macri var president åren 2015 till 2019. Peronist Alberto Fernández  var president i Argentina åren 2019 till 2023. I presidentvalet 2023 segrade Javier Milei – en högerpopulist utan politisk erfarenhet som har utlovat en radikal omdaning av samhället.

## Geografi

### Klimat
Argentina har övervägande tempererat klimat, men i sydöst är det halvtorrt och i sydväst subarktiskt. I områdena San Miguel de Tucuman och Mendoza i Anderna förekommer jordbävningar. På Pampas och i nordöst blåser ibland Pampero, som är kraftiga stormar.
Längst i norr är klimatet subtropiskt och i söder nästan antarktiskt. Det gör att klimatet skiljer sig mycket. Kontinentens sydligaste del Eldslandet har ett klimat som är fuktigt, det är mycket oväder och i skogarna finns det myrar och floder. Naturkontrasterna är även störst i denna region.

### Växt- och djurliv

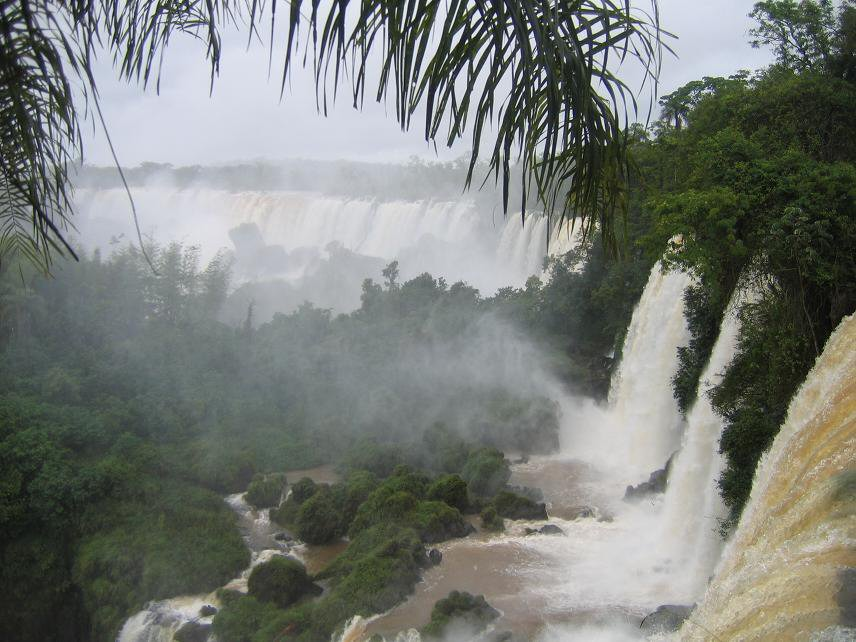
Iguazúfallen på gränsen till Brasilien valdes 2011 in i Världens sju nya naturliga underverk.

Variationen i landskapet är mycket stor, Argentina är ett kontrasternas land. I landet finns såväl subtropiska regnskogar som vidsträckta träskmarker och vindpinade kalla kuster. Det är ungefär 3 700 kilometer mellan norr och söder.[källa behövs]

### Miljöproblem
Några av landets miljöproblem är avskogning samt vatten- och luftföroreningar. Den starkt framväxande sojaproduktionen är en starkt bidragande orsak till detta. Landet är idag en av världens största producenter av sojabönor som i huvudsak är genmodifierade sorter som är resistenta mot växtgiftet glyfosat. Argentina saknar en effektiv politik för miljö eller klimatfrågor. Exempelvis har de senaste årens nationella regeringar ännu inte lyckats sätta igång med reningen av en av världens mest förorenade floder, Matanza-Riachuelo, trots ett omfattande världsbankslån för att finansiera projektet.

## Styre och politik

### Författning och styre
Argentinas president och vicepresident väljs i direkta val vart fjärde år. De är båda begränsade till två på varandra följande mandatperioder men de kan återigen ställa upp för omval efter att ha väntat en eller flera mandatperioder. Presidenten utser premiärministern samt de övriga ministrarna i kabinettet och konstitutionen ger  presidenten stor makt som både stats- och regeringschef, vilket bland annat inkluderar makten att stifta lagar genom kungörelse om så krävs (om det är brådskande och nödvändigt) och makten att lägga in veto mot hela lagar eller specifika sektioner av lagar
Argentinas lagstiftande församling (med två kammare) är Congreso de la Nación, som består av en senat med 72 platser och ett representanthus med 257 platser. Sedan 2001 väljs varje senator i direkta val vart sjätte år, där varje provins är representerade av tre senatorer. En tredjedel av senaten väljs om vartannat år. Ledamöterna i representanthuset väljs via ett proportionellt valsystem till en mandatperiod på fyra år. Vartannat år väljs hälften av representanthusets medlemmar om.

### Administrativ indelning

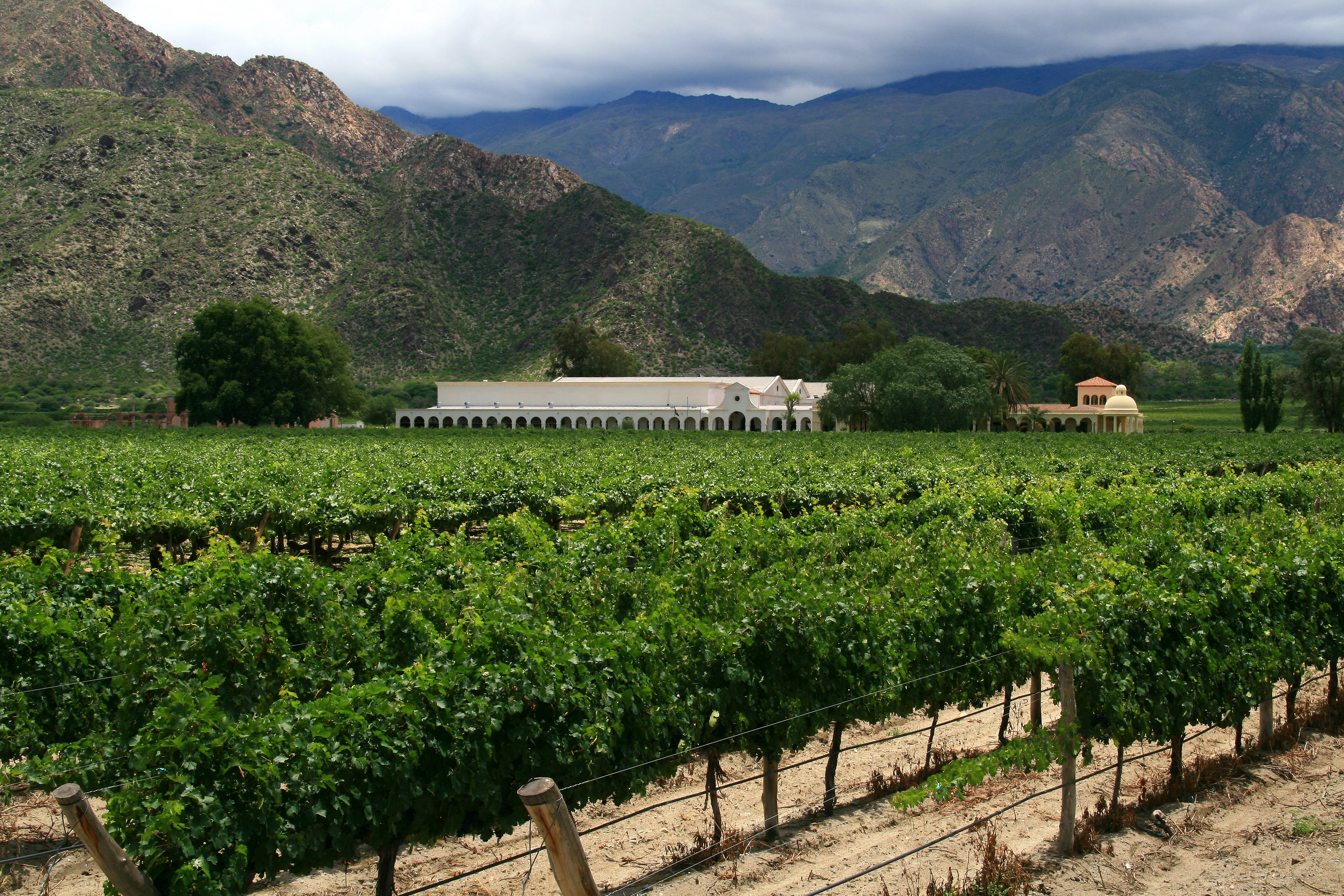
Vinodling i Salta.

Argentina är indelat i en autonom stad, Buenos Aires (Ciudad Autónoma de Buenos Aires), och 23 provinser (provincias):
- Buenos Aires (autonom stad)
- Buenos Aires (provins)
- Catamarca
- Chaco
- Chubut
- Córdoba
- Corrientes
- Entre Ríos
- Formosa
- Jujuy
- La Pampa
- La Rioja
- Mendoza
- Misiones
- Neuquén
- Rio Negro
- Salta
- San Juan
- San Luis
- Santa Cruz
- Santa Fe
- Santiago del Estero
- Tierra del Fuego, Antártida e Islas del Atlántico Sur
- Tucumán

### Försvar
Presidenten innehar titeln Överbefälhavare av den argentinska krigsmakten, som en del av en rättslig ram som innebär en strikt åtskillnad mellan det nationella försvaret och interna säkerhetssystem:
Den argentinska försvarsmakten är en yrkesarmé.
- Armén består av 44 000 soldater i aktiv tjänst (kontinuerligt tjänstgörande) och 16 000 reservister (tidvis tjänstgörande). Den är organiserad på tre arméfördelningsområden, en snabbinsatsstyrka och arméflyget. Operativt bestod armén 2011 av tio brigader: två pansarbrigader, tre mekaniserade brigader, tre bergsbrigader, en luftlandsättningsbrigad och en djungelbrigad.
- Marinen i sin helhet bestod 2007 av 20 000 sjömän och marinsoldater i aktiv tjänst, omkring 10 000 reservister och cirka 7 000 civilanställda. Marinfanteriet utgjorde därvid av cirka 5 500 marinsoldater och marinflyget av cirka 3 000 flygsoldater. Marinen är organiserad i en ytstridsstyrka med fyra jagare och sex fregatter, en undervattensstridsstyrka med tre ubåtar, en amfibiestridsstyrka och en flygstridsstyrka om två marinflygflottiljer med 75 flygplan och helikoptrar.
- Flygvapnet Fuerza Aérea Argentina (FAA) hade 2007 15 000 flygsoldater i aktiv tjänst och 7 000 civilanställda med 375 flygplan och helikoptrar i åtta flygflottiljer.

#### Polis
Polisen i Argentina är organiserad på tre nivåer: federal polis, provinspolis och kommunal polis. Den federala polisen består dels av den civila federala polisen – Policía Federal Argentina – som är en federal ordnings- och kriminalpolis, dels av det federala gendarmeriet - Gendarmería Nacional Argentina – som är en militär organisation med ansvar för gränsbevakning och militär ordning och säkerhet. Den har även ett särskilt uppdrag för att bekämpa narkotikasmuggling, terrorism och organiserad brottslighet, samt för att stödja andra polismyndigheter när deras resurser inte är tillräckliga för att upprätthålla allmän ordning. Prefectura Naval Argentina är en federal polisiär kustbevakningsorganisation. En federal flygplatspolis - Policía de Seguridad Aeroportuaria (PSA) bildades 2005 för att upprätthålla ordning och säkerhet vid Sistema Nacional de Aeropuertos (de federalt drivna flygplatserna).

## Ekonomi och infrastruktur
Under 1990-talet och början av 2000-talet har man dock haft problem med inflation, en ökad utlandsskuld, budgetunderskott och ett utflöde av valuta. Under 2003 vände ekonomin till det bättre tack vare årets rekordstora export.
Fattigdomen är utbredd och 2001 levde 37 % av hushållen i Argentina under fattigdomsgränsen.[källa behövs]

### Näringsliv

#### Jordbruk
Jordbruk och boskapsskötsel är sedan länge huvudnäringar och ger 3/4 av exportinkomsterna. Jordbruket är högt mekaniserat och bedrivs i huvudsak på storgods (estancior). Pampas är med sina bördiga lössjordar landets kornbod. Främst vete och majs odlas där och gauchos, Argentinas cowboys, driver stora boskapshjordar. Fårskötsel är vanlig i Patagonien och delar av Gran Chaco. Argentina är en av världens största spannmålsexportörer och producenter av kött, hudar och ull.[källa behövs]

#### Energi och råvaror
Under 2011 kom nästan 60 procent av all elektricitet som producerades i Argentina av fossila bränslen, mestadels gas och oljeeldade värmekraftverk. 30 procent av vattenkraft och resterande av kärnkraft. Kärnkraften har 2 reaktorer i bruk med en tredje under konstruktion. Naturtillgångar: de bördiga slätterna Pampas, bly, zink, tenn, koppar, järnmalm, mangan, petroleum, uran.[källa behövs] Mineraltillgångarna är goda men ännu föga utnyttjade. Inhemsk olja och naturgas främst i Patagonien och täcker i stort sett det inhemska behovet.[källa behövs]

#### Industri
Industrin har främst varit inriktad på förädling av jordbruksprodukter (slakterier, infrysningsanläggningar, konservfabriker) men tyngre industriella anläggningar är under utbyggnad. Viktigaste hamnstad är Buenos Aires.[källa behövs]

### Infrastruktur

#### Transporter

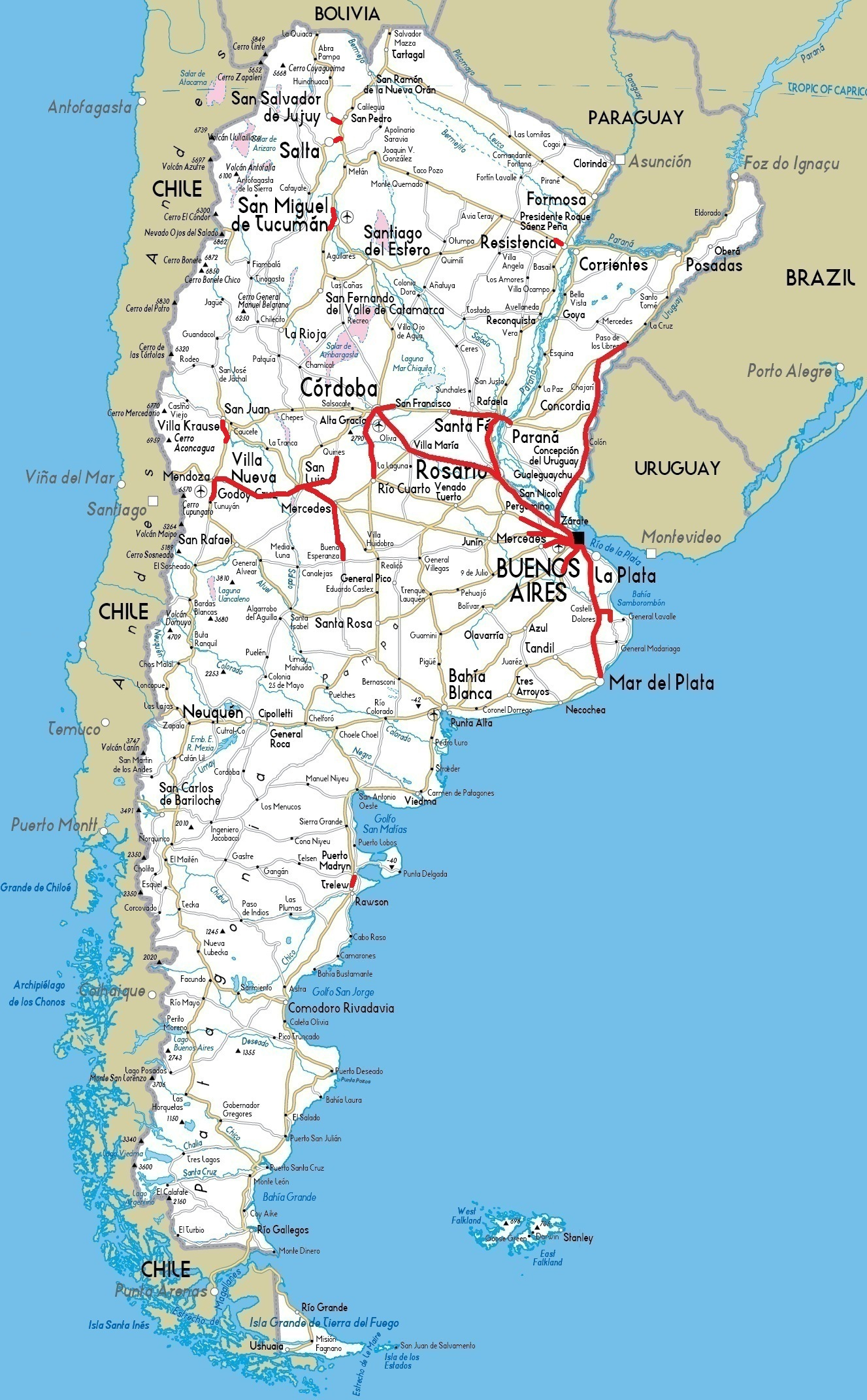
Dubbla motorvägar i Argentina, i rött.

Kommunikationerna i Argentina är väl utbyggda. Landets järnvägsnät, som sträcker sig över 31 444 kilometer (2009), är det största och mest omfattande i Latinamerika. Det började byggas av brittiska och franska företag under slutet av 1800-talet och förblev i deras ägo fram till nationaliseringen år 1948. De viktigaste knutpunkterna är de stora hamnarna i Buenos Aires, Rosario, Santa Fé och Bahía Blanca, där järnvägslinjerna huvudsakligen utgår i olika riktningar. Tvärgående järnvägslinjer är dock få. Systemet använder tre olika spårvidder, vilket innebär att interregionala transporter ofta måste passera Buenos Aires för omlastning till en bana med annan spårvidd. Tre järnvägslinjer korsar Anderna, med anslutningar till Santiago och Antofagasta i Chile samt La Paz i Bolivia. Vägnätet i Argentina uppgår till 231 400 kilometer (2009), varav 63 000 kilometer är belagda med asfalt. Handelsflottans kapacitet är cirka 890 000 ton. Det finns omkring 40 flygplatser med reguljär trafik, varav tio erbjuder internationella flygförbindelser.

#### Telefoni och internet
Argentina hade 2011 den högsta täckningen av nätverkstelekommunikation i latinamerika och cirka 67 procent av befolkningen hade tillgång till internet och hade 137,2 procent, mobilabonnemang.

## Befolkning

### Demografi

#### Större städer
De folkrikaste storstadsområdena, inklusive förorter, år 2010:
- Buenos Aires 14 246 001
- Córdoba 1 459 000
- Rosario 1 298 000
- Mendoza 949 000
- San Miguel de Tucumán 844 000

#### Urbanisering
Stora delar av Argentina är glest befolkade. Pampas med huvudstadsregionen är mest tätbefolkat.[källa behövs]

#### Minoriteter
För sydamerikanska förhållanden är en mycket stor del av befolkningen av europeisk härkomst (ca 85 %). 

#### Migration
Den stora immigrationen ägde rum under senare hälften av 1800-talet, främst från Spanien och Italien, men också från Tyskland, och Argentina fick en europeiskt inriktad medelklass.

### Språk
Utöver spanska, som är det officiella språket och talas av nästan hela befolkningen, finns det fortfarande över tjugo inhemska språk i bruk. Bland dessa är olika quechuaspråk mest framträdande och talas av lite mer än 2 procent av invånarna. Andra språk, som mapudungun (mapuche), wichí, aymara, toba samt chiriguano och andra närbesläktade tupí-guaraníspråk, talas av sammanlagt cirka 0,5 procent av befolkningen.

### Religion
Efter 1539 påbörjade den spanska katolska kolonialkyrkan arbetet med att eliminera urfolkens traditionella religioner. Som en reaktion skapade jesuiterna bykooperativ för urfolk, så kallade reducciones. Efter att Argentina blev självständigt 1816 grundades den första anglikanska församlingen i Buenos Aires år 1829. Under 1830-talet anlände metodister och presbyterianer till landet. Majoriteten av befolkningen, omkring 91,6 %, är katoliker, organiserade i 50 stift. På 1960-talet inleddes en katolsk förnyelserörelse. Under militärdiktaturen 1976–1983 var den kyrkliga hierarkin splittrad, och 1976 dödades den oppositionelle biskopen Angelelli. Utöver katoliker finns även lutheraner, presbyterianer, metodister, pingstvänner, omkring 140 000 ortodoxa kristna och 330 000 judar i Argentina. Det ekumeniska samarbetet fokuserar främst på sociala frågor, skuldlättnad och skydd av mänskliga rättigheter.

## Kultur

### Massmedier
Den argentinska TV-industrin är stor, varierad och omtyckt i hela Latinamerika, med många produktioner och TV-koncept som har exporterats utomlands. Sedan 1999 har argentinare den högsta tillgängligheten av kabel- och satellit-tv i Latinamerika, och med 2014 på totalt 87,4 % av landets hushåll, en nerladdningshastighet för datatrafik som liknar den i USA, Kanada och Europa.

### Konstarter
Argentinas kultur präglas av den relativt sena kolonisationen, och framför allt har litteraturen knutit an till den europeiska. Bland det tidiga 1900-talets modernister märks poeten Leopoldo Lugones och romanförfattaren Enrique Larreta. En mer sydamerikansk tradition präglar Jorge Luis Borges och Julio Cortázar, som i sina experimentella böcker djärvt blandar det fantastiska och det vardagliga.
Argentinas konst går tillbaka till den katolska kyrkokonsten; indianfolken nådde här inte samma konstnärliga nivå som t.ex. inkafolket i centrala Anderna. På 1900-talet bildades flera inhemska konstnärsgrupper som introducerade det moderna måleriet. Även musiken ligger närmare den europeiska. På 1800-talet gästspelade italienska operasällskap, och 1857 invigdes operahuset Teatro Colón i Buenos Aires. Argentinas främsta bidrag till musiken är tangon, som uppkom på 1800-talet i Buenos Aires fattigkvarter. Den har starka afro-amerikanska influenser, bland annat från den västindiska habaneran. Argentina är också känt för sin filmkonst och hade på 1930–1940-talen Latinamerikas största filmproduktion. Betydande regissörer under senare hälften av 1900-talet var Leopoldo Torre Nilsson (av argentinsk-svensk härkomst) och Fernando Solanas, båda starkt samhällskritiska. Många författare och konstnärer har levt i landsflykt under de upprepade diktaturperioderna.

### Nobelpristagare
Argentina har även producerat några nobelpristagare: Carlos Saavedra Lamas (fredspriset), Bernardo Alberto Houssay (fysiologi eller medicin), Luis Federico Leloir (kemipriset), César Milstein (fysiologi eller medicin) och Adolfo Pérez Esquivel (fredspriset).

### Sport

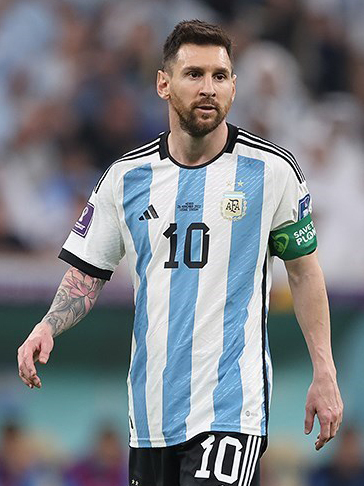
Lionel Messi, spelare i Argentinas herrlandslag i fotboll.

Argentinas nationalsport är pato som är en sport som utövas på hästryggen och som kombinerar inslag från polo och basketboll.
Argentina är ett av världens största fotbollsländer och Argentinas herrlandslag i fotboll har vunnit VM i fotboll tre gånger (1978, 1986, 2022) och varit i final ytterligare tre gånger, senast 2022. De vann även OS-guld i fotboll för herrar i Olympiska sommarspelen 2004 i Aten i Grekland samt Olympiska sommarspelen 2008 i Peking, Kina. Argentinska klubblag som CA Boca Juniors och CA Independiente har haft stora framgångar internationellt och är, tillsammans med CA River Plate som är den klubb som vunnit argentinska ligan flest gånger, bland de mest kända och populära i Sydamerika. Fotbollsstjärnan Diego Maradona hade en mycket stor popularitet, men listan över framstående argentinska fotbollsspelare genom åren är enorm och består av namn som exempelvis Alfredo Di Stéfano, Enrique Omar Sivori, Antonio Sastre, Guillermo Stabile, Amadeo Carrizo, Ernesto Grillo, Adolfo Pedernera, Mario Kempes, Angel Amadeo Labruna, Daniel Passarella, Ricardo Enrique Bochini, Óscar Ruggeri, Sergio Goycochea, Gabriel Batistuta, Javier Zanetti, Lionel Messi, Diego Simeone, Sergio Agüero, Javier Mascherano och Gonzalo Higuaín.
Argentina har också haft framgångar inom basket, vann OS-guld i basket för herrar vid Olympiska sommarspelen 2004 i Aten i Grekland och brons vid Olympiska sommarspelen 2008 i Peking i Kina.
Andra framgångsrika sporter är: Tennis (de mest framgångsrika tennisspelare: Guillermo Vilas, Gabriela Sabatini, Juan Martín del Potro, David Nalbandian, Gastón Gaudio), hästpolo, rugby (med "Los Pumas" - Argentinas herrlandslag i rugby union), landhockey (Argentinas damlandslag i landhockey), boxning och golf.
Buenos Aires var värd för Olympiska sommarspelen för ungdomar 2018.

## Internationella rankningar
| Organisation                                | Undersökning                   | Rankning   |
| ------------------------------------------- | ------------------------------ | ---------- |
| Heritage Foundation/The Wall Street Journal | Index of Economic Freedom 2019 | 148 av 180 |
| Reportrar utan gränser                      | Pressfrihetsindex 2019         | 50 av 180  |
| Transparency International                  | Korruptionsindex 2018          | 85 av 180  |
| FN:s utvecklingsprogram                     | Human Development Index 2018   | 48 av 189  |